# 蘇飛
蘇飛（？—？），三国时期刘表武将，任江夏都督。

## 生平
蘇飛与甘寧交好，當時出任江夏都督（在黃祖麾下）。多次向黃祖推薦甘寧，無奈黃祖始終未能重用。在甘寧决定投靠孙权时助其逃离。后来甘寧率军攻破江夏，蘇飛兵败被俘。孙权打算斩了蘇飛，將其頭顱與黃祖一同裝在木盒裡洩憤，但因为甘寧痛哭、叩頭流血，以自身性命担保，替昔日恩人求情，孫權感動，於是赦免了蘇飛。
另外在魏書中記載一筆，赤壁戰後曹魏猛將樂進留屯襄陽時曾擊敗關羽和蘇非，一說此蘇非即蘇飛。